# 整体人类生态系统
整体人类生态系统（英語：Total Human Ecosystem，THE）是一个生态中心主义概念，最初由生态学教授Zeev Naveh和Arthur S. Lieberman于1994年提出。

## 概念历史
Naveh和Lieberman（1994）提出了“整体人类生态系统”这一整体论的、生态中心的概念，它借助跨学科方法来研究人類世的生态学，并改进土地利用规划和环境管理。依据Naveh的说法，整体人类生态系统是“地球上最高层面的协同进化生态实体，而景观作为其具体、三维的‘格式塔’系统，构成了所有生物（包括人类）及其种群、群落和生态系统的空间和功能矩阵”。这一概念整合了人类系统（技术圈，也包括人类智能圈的概念空间）和自然系统（地球生物圈的物理生态空间）。
该概念的主要贡献者Zev Naveh（1919-2011）是海法以色列理工学院景观生态学教授。直到1965年，他一直在以色列和坦桑尼亚担任牧场专家。他在以色列理工学院的研究主要关注人类对地中海景观的影响、火灾生态学和动态保护管理，以及引入耐旱植物以实现多效益的景观恢复和美化。
自2000年起，意大利乌尔比诺大学环境科学学院生态学教授Almo Farina也參與完善了這一概念。

## 概念和认识论
人类与自然生态系统的相互作用和协同进化是当前地球系统的驱动力。整体人类生态系统这一概念方法旨在整合自然科学的以生物和地理为中心的方法，以及社会科学和人文科学的方法，以防止进一步的环境退化，并推动自然和人类系统走向可持续的未来。
这个概念中，自然生态系统是太阳能驱动、自我組織和自生的。人类生态系统则以高投入和高吞吐的化石能源为动力，可分为两个子生态系统：城市工业和农业产业。生态系统在空间中体现为生態區，而生态区的系统是景观：自然、半自然、城市-工业就是有形的、三维的物理系统。它们构成了整体人类生态系统。 整体人类生态系统还包括信息领域、感知领域（在景观生态学中是生态场的概念）、知识、感觉和意识，使人类（也包括生物）自我意识成为可能。